# Funiculaire de La Bourboule

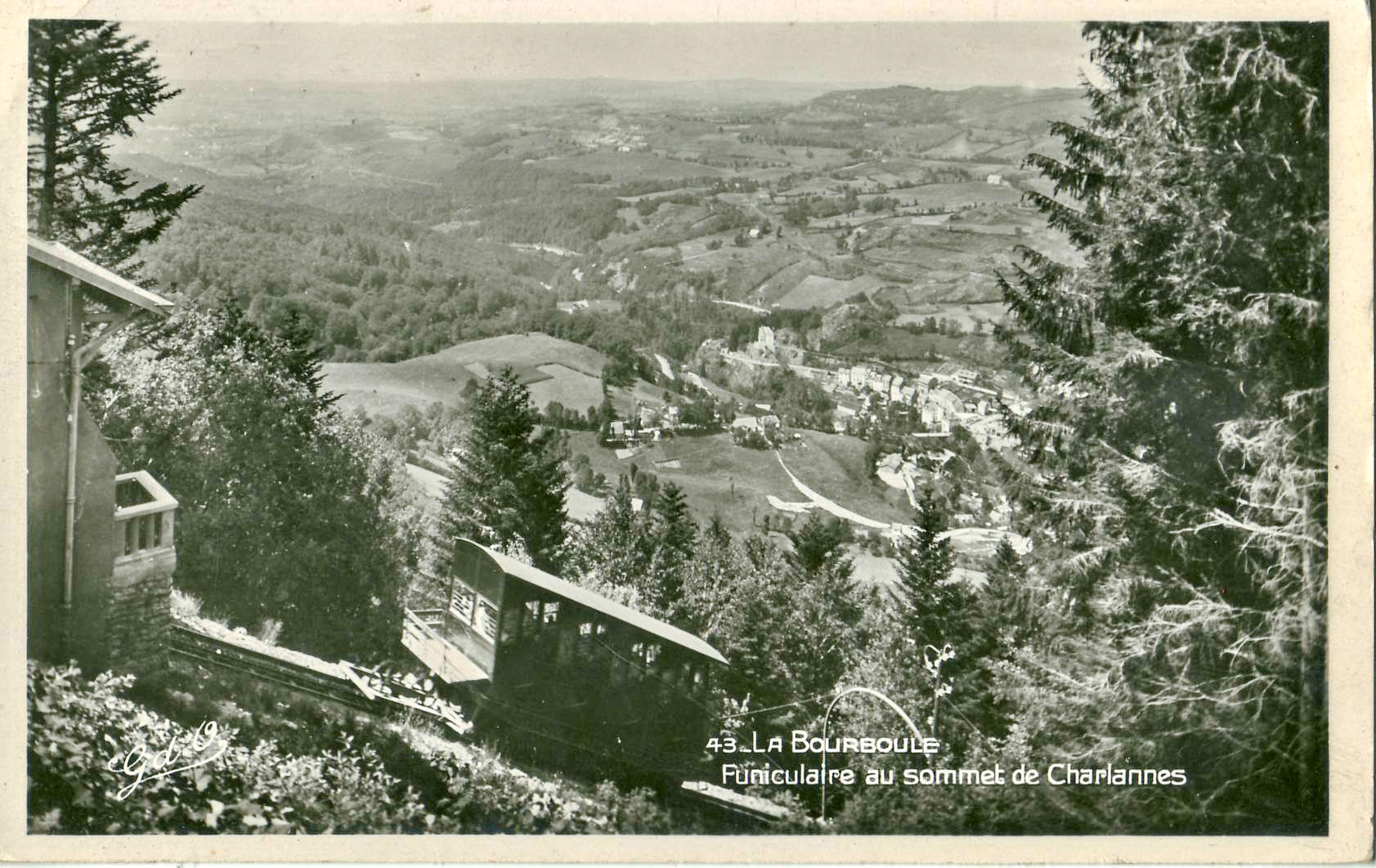
Funiculaire au sommet de Charlannes

Le Funiculaire de la Bourboule  a fonctionné dans cette ville entre 1902 et 1958. La construction était due à l'initiative de Jean Claret, ingénieur et entrepreneur Lyonnais.
Un tramway à traction électrique (Jean Claret) reliait le centre-ville à La gare basse du funiculaire entre 1902 et 1910.

## La ligne
La Bourboule - Sommet de Charlannes (587 mètres de long): ouverture 1902;
La gare basse du funiculaire était reliée au centre de la ville par un tramway. Fermé en 1958.
Dénivelé 250 m.

## Fonctionnement
Le funiculaire fonctionnait comme funiculaire à contrepoids d'eau. Chaque voiture possédait une certaine quantité d'eau, déterminée en fonction du nombre de voyageurs. Au milieu de la ligne sur l'évitement, il était procédé à un échange de voyageurs. Les voitures repartant alors en sens inverse.
Initialement, le funiculaire devait être à traction électrique. Il devait être exploité par Jean Claret en son nom propre, les frais d'électricité étant à la charge de la commune. La commune effrayée par les coûts qui seraient générés par le fonctionnement du funiculaire (L'éclairage électrique de la ville était sous contrat avec Jean Claret depuis 1896) était dubitative. L'existence d'une source avec un bon débit sur le plateau de Charlannes permit à M. Claret de proposer cette solution alternative.
Sources : Comptes-rendus des conseils municipaux.